# 三種の神器

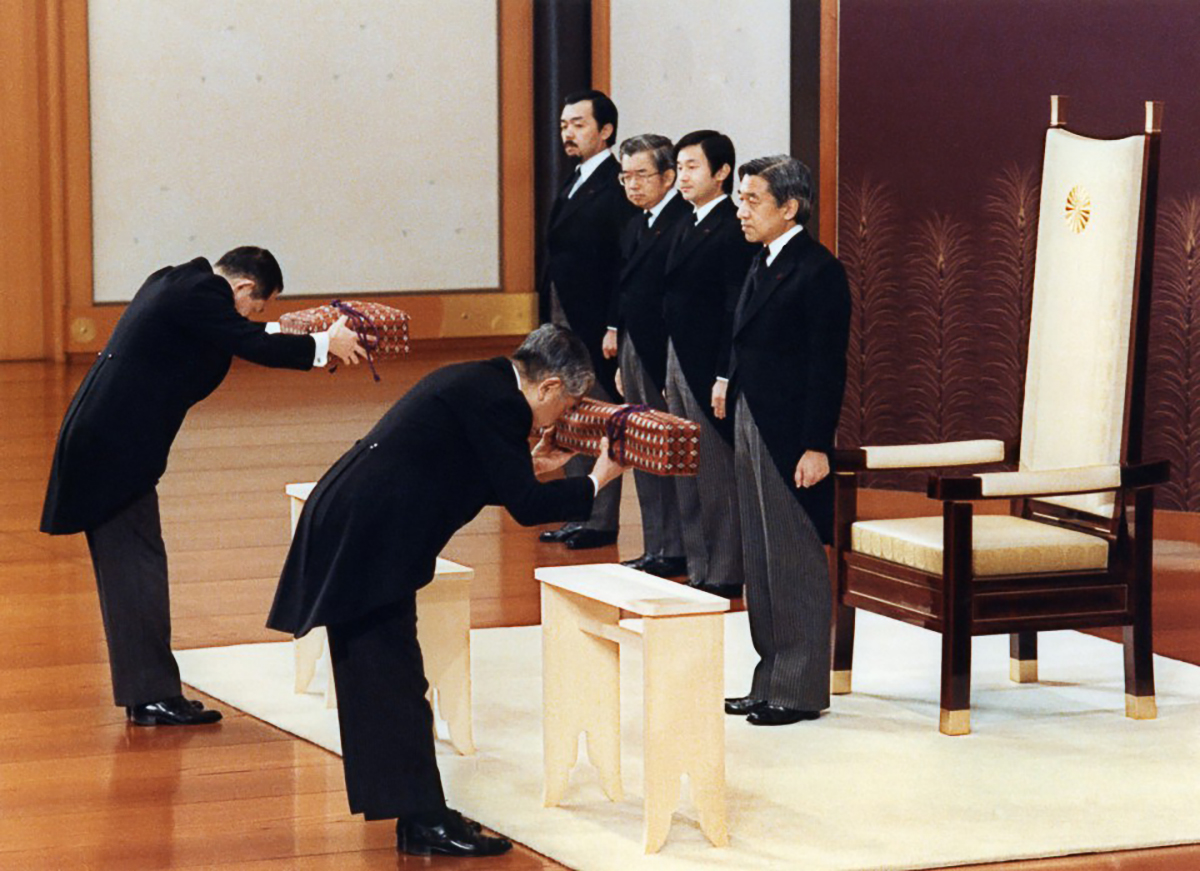
剣璽等承継の儀／第125代天皇（明仁）皇位継承時（1989年〈昭和64年〉1月7日）、宮殿の正殿（新宮殿正殿）松の間にて。

三種の神器（さんしゅのじんぎ, 英: the Three Sacred Treasures）は、日本神話において、天孫降臨の際にアマテラス（天照大神）がニニギ（瓊瓊杵尊、邇邇芸命）に授けた三種類の宝物、すなわち八咫鏡・天叢雲剣（草薙剣）・八尺瓊勾玉の総称。また、これと同一とされる、日本の歴代天皇が古代よりレガリアとして伝世してきた三種類の宝物を指す。
三種の神器にはいくつか別称がある。「三種の神宝」には、「さんしゅのしんぽう」という読みのほかに、大和言葉の「みくさのかむたから」、またその転訛形として「みくさのかむだから」「みくさのかんだから」という読みが存在する。加えて、「三種の宝（さんしゅのたから, みくさのたから)」、「三種の宝物（みくさのたからもの）」、「三種の三祇（さんしゅのさんぎ）」などの別称もある。「みくさ」は「三種」を意味する大和言葉。
特に剣と璽（皇位の印章としての勾玉）を併せて「剣璽（けんじ）」と称するが、「三種の神器」の別称でもある。

## 概要
|                                  | 実物             | 形代             |
| -------------------------------- | ---------------- | ---------------- |
| 八咫鏡（やたのかがみ）           | 伊勢神宮内宮     | 宮中三殿賢所     |
| 草薙剣（くさなぎのつるぎ）       | 熱田神宮         | 皇居「剣璽の間」 |
| 八尺瓊勾玉（やさかにのまがたま） | 皇居「剣璽の間」 | (なし)           |

天皇の践祚に際し、この神器のうち、八尺瓊勾玉ならびに鏡と剣の形代を所持することが皇室の正統たる帝の証しであるとされ、皇位継承と同時に継承される。だが即位の必須条件とはされなかった場合もあり、後鳥羽天皇などは神器継承なしに即位している。
『古語拾遺』によると、崇神天皇の時、鏡と剣は宮中から出され、外で祭られることになったため、形代が作られた。現在では草薙剣は熱田神宮に、八咫鏡は伊勢の神宮の内宮に、八咫鏡の形代は宮中三殿の賢所に、それぞれ神体として奉斎され、八尺瓊勾玉は草薙剣の形代とともに皇居・吹上御所の「剣璽の間」に安置されている。しかし同皇居内に、天皇と皇族らが住みながらその実見は未だになされていない。

## 伝承
『古事記』ではアマテラス（天照大御神）が天孫降臨の際に、ニニギ（邇邇芸命）に「八尺の勾璁（やさかのまがたま）、鏡、また草薙（くさなぎの）剣」を神代として授けたと記され、『日本書紀』本文には三種の神宝（神器）を授けた記事はなく、第一の一書に「天照大神、乃ち天津彦彦火瓊瓊杵尊（あまつひこひこほのににぎのみこと）に、八尺瓊の曲玉及び八咫鏡・草薙剣、三種（みくさ）の宝物（たから）を賜（たま）ふ」とある。神武東征では三種の神器の記録はなく、神武天皇とニギハヤヒがともに天羽々矢などの天表（あまつしるし、天津瑞とも）を持っていたことが記されている。
古代の日本において、鏡・剣・玉の三種の組み合わせは皇室特有のものではなく、「支配者」一般の象徴であったと考えられ、仲哀天皇の熊襲征伐の途次、岡県主の熊鰐、伊都県主の五十迹手らは、それぞれ白銅鏡、八尺瓊、十握剣を献上して恭順を表している。また景行天皇に服属した周防国娑麼の神夏磯媛も、八握剣、八咫鏡、八尺瓊を差し出した。また糸島市の平原遺跡、福岡市の吉武高木遺跡、壱岐市の原の辻遺跡や佐賀市の七ヶ瀬遺跡からは鏡、玉、剣の組み合わせが出土している。
儒学伝来以後、「鏡」は「知」、「勾玉」は「仁」、「剣」は「勇」というように、三種の神器は三徳を表す解釈も出た。

## 各神器

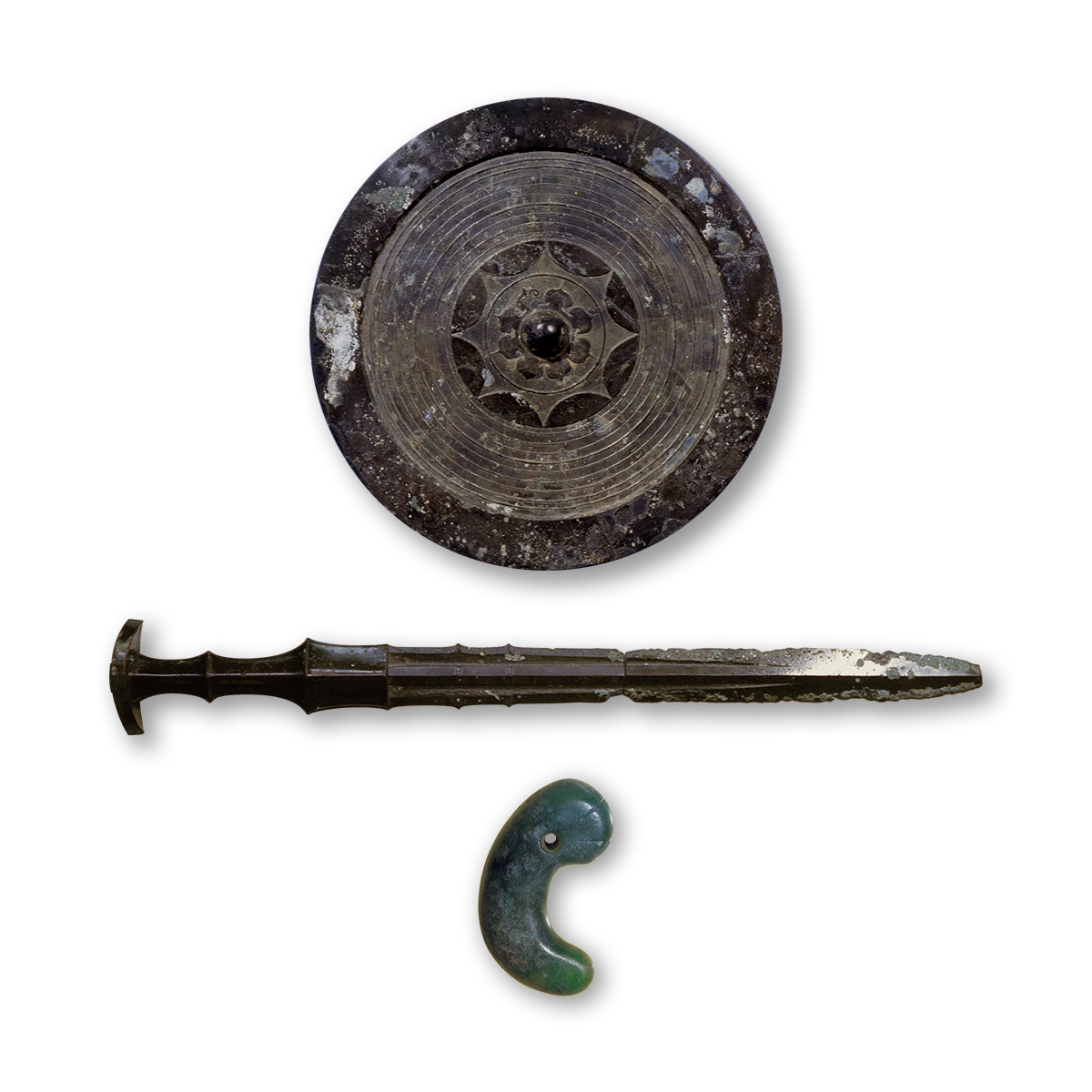
三種の神器／画像は想像図であり、実物は非公開。

### 八咫鏡
八咫鏡（やたのかがみ）は、記紀神話で、アマテラス（天照大神、天照大御神）が天岩戸に隠れた岩戸隠れの際、イシコリドメ（石凝姥命）が作ったという鏡。アマテラスが岩戸を細く開けた時、この鏡でアマテラス自身を映し、興味を持たせて外に引き出して、再び世は明るくなった。のちに鏡はアマテラスがニニギ（瓊瓊杵尊、邇邇芸命）に授けたといわれる。
三種の神器の一つである八咫鏡は、一般に「銅鏡」と解釈されているが、材質が公開されているわけではなく、古事記では、「高天原の八百万の神々が天の安河に集まって、川上の堅石（かたしは）を金敷にして、金山の鉄を用いて作らせた」と記されているので、実際は「鉄鏡」（＝黒い鏡）である可能性がある。

### 天叢雲剣
天叢雲剣（あまのむらくものつるぎ）は「草薙剣（くさなぎのつるぎ）」とも称される剣の正式名称で、『古事記』では「草那藝之大刀」と記される。記紀神話ではスサノオ（須佐之男命、素戔嗚尊）が出雲・簸川上（ひのかわかみ、現・島根県安来地方の中国山地側、仁多郡奥出雲町域）で倒したヤマタノオロチ（八岐大蛇）の尾から出てきた剣。のちにヤマトタケル（日本武尊）が譲り受け、移動中、周りを火で囲まれた時、自らの周りの草を薙ぎ、火打石で草を焼いたときに帯刀していたとされる。駿河国（現・静岡県中部・北東部）の地名「焼津」はこのとき草を焼いたことに由来するという。

### 八尺瓊勾玉
八尺瓊勾玉（やさかにのまがたま）は「八坂瓊曲玉」とも書く。大きな玉（ぎょく）で作った勾玉であり、一説に、八尺の緒に繋いだ勾玉ともされる。岩戸隠れの際に玉祖命が作り、八咫鏡とともに榊の木に掛けられた。

## 記録

### 記紀
記紀のうち、『古事記』には、神器（神から受け伝える宝器）またはそれに類するものの伝承はあるものの、格別に天皇践祚に際してとなると目に付く記事は無い。しかし『日本書紀』には以下のように記載されている。

### 記紀の神器考
上記のように、『日本書紀』は歴代天皇の即位時の記述において奉献の品を記すのに、「璽符」（允恭紀）・「璽」（清寧紀、顕宗紀）・「璽印」（推古紀、舒明紀）・「璽綬」（孝徳紀）という、種類を特定できない表現のみを用いることが多い。持統紀より前の時代で具体的に種類を記しているのは継体紀と宣化紀の2紀のみで、それは「鏡」と「剣」である。かつてはこれを論拠として、「元々の神器は鏡と剣の2つで、のちに中臣氏が三種説を主張して勾玉が加わった」のではないかという説もあった。しかし現在では、4～5世紀の豪族の古墳の副葬品に鏡・剣・玉の3点一組が頻繁にみられるという考古学知見に、海外にも日本の三種の神器に類似した品々からなる3点一組を王位のレガリアとする神話があって世界中に分布しているという比較神話学知見、並びに、「鏡剣」または「剣鏡」と書いて「玉」を略すのは漢文の修辞法上の問題で、実際の品数を意味するものではないという漢文の修辞法上の観点から、もともと3点一組で構成されていたと考えられている。したがって、景行天皇が筑紫に行幸した際、県主が、賢木（さかき）の上枝に白銅鏡（まそかがみ）、中枝に十握剣、下枝に八尺瓊の玉を掛けて出迎え、他の県主の時も、上枝に八尺瓊の玉、中枝に鏡、下枝に十握剣を掛けて出迎えたとの伝承も、後世の造作ではなく、古い祭祀の形であると認められる。また、近江令までは3種であったのをなぜか飛鳥浄御原令で2種とし、その後また3種に戻されたとする説もある。先の「持統天皇四年正月条」の書き下し文でも示したが、持統紀に見える「神璽劒鏡」は「神璽である剣と鏡」という意味で捉えるのが従来説であるが、「神璽（= 勾玉）・剣・鏡」と解釈する研究者もいる。詳細は「八尺瓊勾玉」項を参照のこと。

### 中世から近世
『吾妻鏡』によれば、1185年（元暦2年）の壇ノ浦の戦いで、安徳天皇が入水し草薙剣(形代)も赤間関（関門海峡）に水没したとされる。この時、後鳥羽天皇は三種の神器が無いまま、後白河法皇の院宣を根拠に即位している。

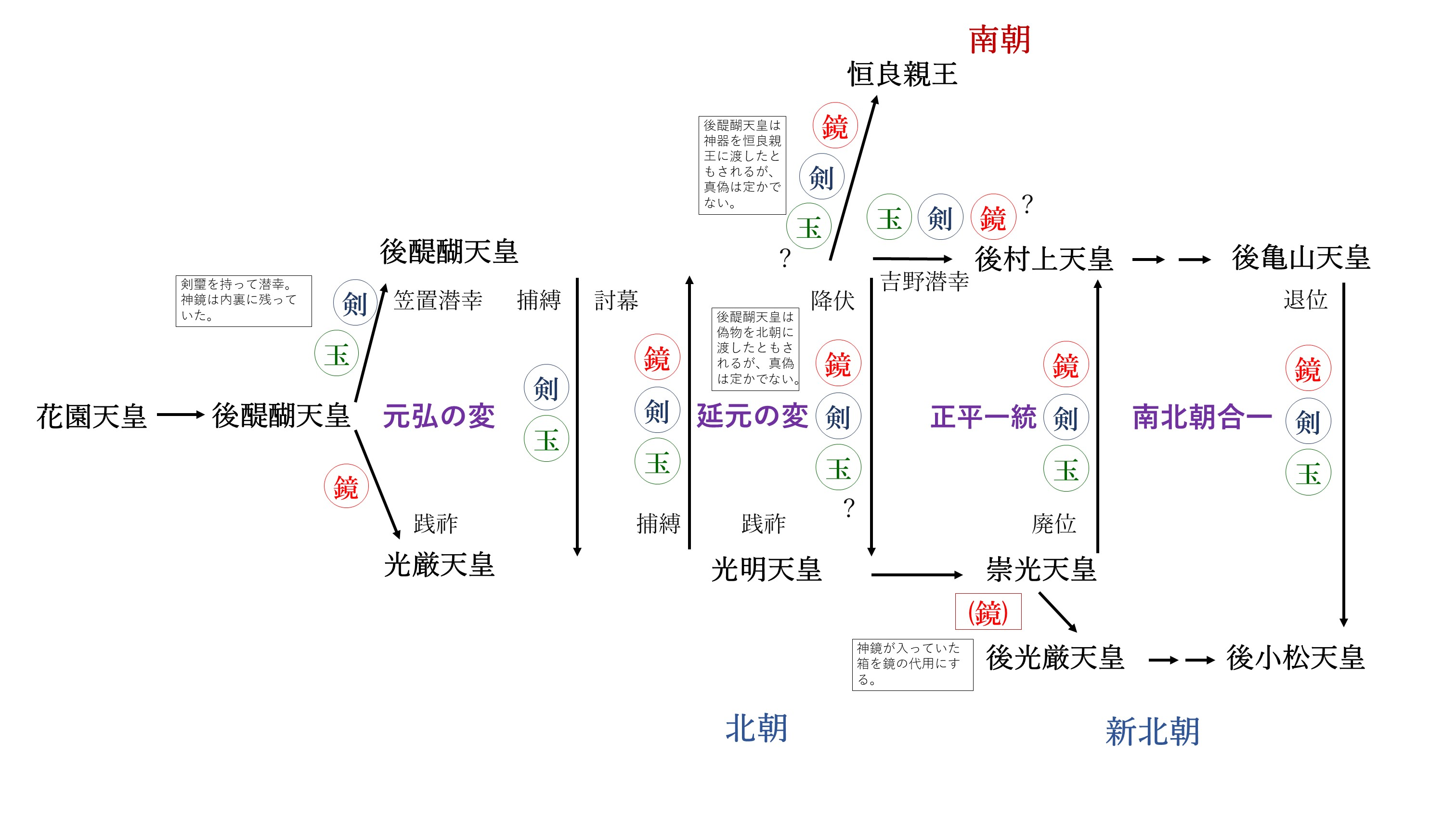
南北朝時代の三種の神器の移動を図式化したもの。

足利尊氏は後醍醐天皇の建武の新政（建武の中興）に離反し、1336年（延元元年/建武3年）に光明天皇の北朝を立てて京都に室町幕府を開くが、後醍醐天皇は、北朝に渡した神器は贋物であるとして自己の皇位の正統性を主張し、吉野（奈良県吉野郡吉野町）に南朝を開き南北朝時代が始まる。正平一統の後に南朝が一時京都を奪還して北朝の三上皇を拉致する際に神器も接収したため、北朝の天皇のうち後半の後光厳天皇・後円融天皇・後小松天皇の3天皇は後鳥羽天皇の先例にならい神器無しで即位している。南朝の北畠親房は『神皇正統記』で、君主の条件として血統のほかに君徳や神器の重要性を強調したが、既に述べたように、神器無しでの即位は後鳥羽天皇が後白河法皇の院宣により即位した先例がある。
南朝保有の神器は、1392年（元中9年/明徳3年）に足利義満の斡旋による南北朝合一の際に、南朝の後亀山天皇から北朝の後小松天皇に渡った。
室町時代の1443年（嘉吉3年）に、南朝の遺臣が御所へ乱入し神器を奪う「禁闕の変」が起こり、剣と勾玉が後南朝に持ち去られたが、剣は翌日に早くも発見され、玉はその後1458年（長禄2年）に奪還された。

### 近現代
明治時代には、南北両朝の皇統の正統性をめぐる「南北朝正閏論」と呼ばれる論争が起こるが、三種の神器の所在に基づいた南朝正統論が見られた。その後明治天皇が南朝正統と定める。
上皇明仁は1989年（昭和64年）1月7日に宮殿の正殿（新宮殿正殿）松の間での「剣璽等承継の儀」にて神器を継承した。このときは相続税法の非課税規定 により、相続税の課税対象にならなかった。
今上天皇は2019年（令和元年）5月1日に宮殿の正殿（新宮殿正殿）松の間で「剣璽等承継の儀」にて神器を継承した。譲位に伴う贈与税については、天皇の退位等に関する皇室典範特例法（2017年〈平成29年〉6月9日成立）付則で非課税とすることと定められた。

## 現存・消失論議
神器が現存か否かについては異説が多いが、そもそもの実体や起源を論ずる段階で諸説があるため、どのような状況をもって「現存」と呼ぶのかを含め論者により相違がある。実際の儀式に使われるのは三種の神器の「形代」（レプリカではなく神器に準ずるもの）であり、実物は祭主たる天皇も実見を許されないため、その現存は確認できない。主な見解には以下がある。
- 伊勢神宮の神体とされる八咫鏡は、古来のものが現存するといわれる。御桶代と呼ばれる密閉された箱状の容器に入って祀られており、神宮式年遷宮の際には、夜間、人目に触れぬよう白布で覆った神体を移御するための行列が組まれる[注釈 13]。
- 熱田神宮に祀られる草薙剣は、古来のものが現存する[注釈 14] とされる。
- 宮中三殿の賢所では、八咫鏡の形代としての神体の鏡が祀られるが、これは天徳4年（960年）9月23日（『日本紀略』『小右記』）、天元5年（982年）11月17日（『愚管抄』 「焼タル金ヲトリアツメテマイラセタリ」）、寛弘2年（1005年）11月15日（『御堂関白記』）、長暦4年（1040年）9月9日（『春記』藤原資房）等に火災の記録があり、それらの記述によると数多の火災によって鏡の形状を残しておらずわずかな灰となって器の中に保管されているようである[24]。これは源平の壇ノ浦の戦いで回収された。
- 皇居の神剣（草薙剣の形代）と勾玉は、源平の壇ノ浦の戦いで二位の尼が安徳天皇を抱き腰に神器の剣を差し勾玉の箱を奉じて入水し一緒に水没した。草薙剣はそのため現存しない。しかし、この剣は草薙剣の形代（神道でいう御魂遷しの儀式を経て神器としていた物）であり、後に改めて別の形代の剣が伊勢神宮の神庫から選び出され同様の措置が採られた。これが現在の皇居の剣である。一方、勾玉の方はその際に箱ごと浮かび上がり、源氏に回収された。この勾玉は古代のものが皇居に現存するとされる（この見解では、今まで失われた神器は全て形代であり、実物はすべて現存しているとする）。
- 福岡県北九州市小倉南区に鎮座する蒲生八幡神社には、高浜浦の岩松という者が海に没した鏡・勾玉を拾い上げたという記録が残る。鏡も玉も空気が密閉された箱に入っていたため浮かび上がったのであって、剣はついに発見されなかった。
- 三種の神器は「皇室所有とされること」に意味があるとの主張もある。つまり「皇室が三種の神器を所有している」というより、「皇室所有のもの」こそが三種の神器とする。これは皇室の権威を最大限にみなし、三種の神器を単なる権威財とみなす。しかしこの見解では、仮に、神器が奪われても天皇が新たな神器を取得すれば済むため、過去に天皇を崩御させてまで神器を奪い合ったりした事は説明できない。

## 三種の神器関連の教説書

### 伯家神道説
- 臼井雅胤『三種神宝秘訣』

### 垂加神道説
- 岡田正利『三種神宝極秘中之秘伝』
- 玉木正英『三種神宝伝』
- 玉木正英『三種神宝極秘伝』
- 松岡雄淵『三種神宝極秘之伝』
- 谷垣守問・玉木正英答『三種神宝問目』

### 国学・有職故実
- 伊勢貞丈『三種神器名考』
- 多田義俊『三種神器之事』
- 興田吉従『三種神宝極秘中秘口伝』
- 荻野光陶『三種神宝恭解』
- 秋山惟恭『三種神宝詳説』
- 久保季茲『三種神宝論』
- 加藤桜老『三種神宝考』

### その他
- 渡邊大門『奪われた「三種の神器」―皇位継承の中世史―』講談社、2009年

## 転義
戦後（第二次世界大戦後）の復興期を経て日本が経済的に豊かになると、民間で「三種の神器」という言葉が用いられるようになった。これは、その当時において豊かさの象徴と言える憧れの家電製品となっていた電気冷蔵庫・電気洗濯機・テレビ（白黒テレビ）の3種を、天皇の「三種の神器」になぞらえて、マスコミ主導で呼び始めたものであった。
続いて1960年代には、カラーテレビ、クーラー、自家用車を「新・三種の神器」といい、「Color TV」「Cooler」「Car」の頭字を取って「3C（さんシー）」ともいった。
ほかにも、優れた道具や製品などが3種あると「三種の神器」と呼ぶなど、一般に広く使われる言葉となっている。ファッション業界用語での雨具「傘・レインコート・長靴」、日本企業の必需ツール「FAX、印鑑、書類（紙）」など。